# NICMOS
La càmera d'infrarojos propers i espectròmetre multiobjecte (NICMOS, Near Infrared Camera and Multi-Object Spectrometer) és un aparell de mesura per a l'astronomia infraroja, instal·lada al Telescopi Espacial Hubble (HST), que va operar entre el 1997 i 1999, i del 2002 fins al 2008. Les imatges produïdes per la NICMOS contenen les dades de la part de l'infraroig proper (NIR o IR-A, de 0,75–1,4 µm).
NICMOS va ser conçebuda i dissenyada pel «NICMOS Instrument Definition Team», del Steward Observatory, Universitat d'Arizona, USA. NICMOS és un generador d'imatges i un espectròmetre construïda per Ball Aerospace & Technologies Corp, que permet al telescopi espacial Hubble observar la llum infraroja, amb longituds d'ona entre 0,8 i 2,4 micròmetres, proporcionant imatges i espectrefotomètries sense obertura. La NICMOS conté tres detectors d'infraroig proper en tres canals òptics que proporcionen una alta resolució (~ 0,1 segons d'arc), imatges coronográfiques i polarimètriques, i espectroscòpia sense obertures en 11, 19 i 52 segons d'arc quadrats. Cada canal òptic conté un fotodíode detector d'infrarojos de 256 × 256 píxels de Hg0.554Cd0.446 units a un substrat de safir en quatre parts independents de 128 x 128.
El rendiment d'infrarojos del Hubble té limitacions, ja que no va ser dissenyat el rendiment d'infrarojos com un objectiu. Per exemple, el mirall es manté a una temperatura estable i relativament alta (15 °C) amb escalfadors.

«El telescopi espacial Hubble és un telescopi calent. El flux de fons d'infrarojos (IR) recollida pels instruments IR refredats com la NICMOS o el WFC3 està controlada, en longituds d'ona més curtes, més per l'emissió tèrmica del telescopi que per la dispersió zodiacal. Les dades del NICMOS mostren que el fons del telescopi supera el fons zodiacal en longituds d'ona més llarga d'1,6 micres ≈ λ, el valor exacte depèn del que s'assenyala en el cel i en la posició de la Terra en la seva òrbita.»

La NICMOS va ser instal·lada al Hubble durant la seva segona missió de servei el 1997 juntament amb el STIS (Telescopi Espacial Espectrògraf d'Imatges), en substitució de dos instruments anteriors. La NICMOS ha sigut substituïda per la WFC3 (Wide Field Camera 3), que té un camp molt més ampli de visió (135 x 127 segons d'arc, o 2,3 x 2,1 minuts d'arc) i arriba gairebé tan lluny com l'infraroig.
Al realitzar mesuraments d'infrarojos és necessari mantenir els detectors d'infrarojos refredats per evitar interferències infraroges de les pròpies emissions tèrmiques de l'instrument. La NICMOS conté un vas Dewar criogènic, que refreda els seus detectors a ~61 K, i el filtres òptics a ~105 K, amb un bloc de gel de nitrogen sòlid. Quan la NICMOS va ser instal·lada el 1997, el vas Dewar contenia 104 kg de blocs de gel de nitrogen. A causa d'un problema tèrmic que va sorgir el 4 de març de 1997 durant la posada en marxa d'instruments, va fer que el vas dewar es quedés sense refrigerant de nitrogen abans del que s'esperava al gener de 1999. Durant la missió de servei al Hubble 3B (SM 3B) el 2002, es va fer un reemplaçament del sistema de refrigeració que comprenia d'un cryocooler, un circulador criogènic i un radiador extern, que refreda la NICMOS través d'un bucle criogènic de neó. El NICMOS va entrar de nou en servei poc després del SM 3B.
Al setembre de 2008 es va instal·lar un nou programari i va ser necessària una breu parada del sistema de refrigeració de la NICMOS. Es van fer diversos intents per a reiniciar el sistema de refrigeració però no van tenir èxit a causa de problemes amb la bomba de circulació criogènica. Va ser convocada per la NASA una Junta de Revisió d'Anomalia (Anomaly Review Board, ARB), que va concloure que el gel o una altra partícula sòlida va passar del vas Dewar al circuit de refrigeració durant l'intent de reinici i que la bomba de circulació podria estar danyada. Un reinici amb èxit a les 13:30 EST del 16 de desembre de 2008 va permetre que durant quatre dies funcionés la refrigeració abans que tornés a deixar de funcionar. A l'1 d'agost de 2009, la refrigeració va a tornar a funcionar i va operar fins al 22 d'octubre de 2009, moment que es va bloquejar el sistema de tractament de dades del Hubble a causa d'una apagada. La NASA va desenvolupar un sistema de circulació equipat amb un tanc extra de neó i operat remotament amb electrovàlvules per a les operacions de purga i d'ompliment en òrbita. A partir del 2013 es van deixar de fer aquestes operacions.
Al 18 de juny de 2010 es va anunciar que la NICMOS no estaria disponible per a la ciència durant l'última proposta del Cycle 18. A partir del 2013 es decidirà sobre les operacions de purga i ompliment, i si la NICMOS continuarà en funcionament.
El 2009 es va processar una antiga imatge de la NICMOS que va mostrar un planeta extrasolar al voltant de l'estrella HR 8799 que es troba a 130 anys llum de la Terra. El 2011 es va utilitzar un processament de dades avançada amb una imatge de la NICMOS presa el 1998 que va permetre descobrir quatre planetes més al voltant d'aquesta mateixa estrella. Els planetes van ser descoberts originalment per l'Observatori W. M. Keck i per l'Observatori Gemini entre 2007 i 2010.